# Савохново
Савохново — пригородный населённый пункт (тип: посёлок) и микрорайон в черте города Пскова, к северо-востоку от Любятово. С центром города связан автобусными маршрутами, следующими по улице Николая Васильева.
Находится в лесной местности. Есть водоём.
Количество зарегистрированных зданий на 2020 год — 4.
Дети школьного возраста обучаются в МБОУ «Средняя общеобразовательная школа № 17» (Зональное шоссе, д.11).
На 40-й сессии Псковской городской Думы 14 июля 2020 года принято решение о переименовании посёлков Дорожкино, Козий Брод, Павшино, Панино, Пожигово, Савохново, Силово-Медведово, Терехово; деревень Митрохово, Паневик, Ступниково; станций Бологовская линия 650 км, Бологовская линия 652 км, Изборская линия 3 км и Полковая в микрорайон, с последующим переводом в улицы и переулки.